# David Brown (músico)
David Brown (Nueva York; 15 de febrero de 1947 - Los Ángeles; 4 de septiembre de 2000) fue el bajista principal de la banda de rock latino Santana desde 1966 hasta 1971 y desde 1974 hasta 1976. 

## Biografía
Brown creció en Daly City, California. Tocó con Santana en los reconocidos festivales de Woodstock y en Altamont en 1969 y en los primeros tres álbumes de estudio de la banda antes de irse después del concierto "Closing of the Fillmore West" el 4 de julio de 1971. En 1974, se unió nuevamente a la banda para el lanzamiento del álbum Borboletta y se quedó en la agrupación para la grabación del disco Amigos antes de irse de nuevo en la primavera de 1976. También tocó con Mark Castro Band a principios de la década de 1990. Mark Castro era el guitarrista principal de la agrupación Inner Circle.
En 1998, Brown fue incluido en el Salón de la Fama del Rock and Roll como miembro de la alineación clásica de Santana. Murió el 4 de septiembre de 2000 debido a insuficiencia hepática y renal.